# Centropomus armatus
Centropomus armatus es una especie de pez del género Centropomus, familia Centropomidae, orden Perciformes. Fue descrita científicamente por Gill en 1863.
Es una especie inofensiva para el ser humano y comercializada en pesquerías.

## Descripción
La longitud total es de 46,5 centímetros. Puede alcanzar un peso máximo de un kilogramo.

## Distribución
Se distribuye por el Pacífico Oriental: desde México hasta Ecuador.